# Liste der Monuments historiques in Langres
Die Liste der Monuments historiques in Langres führt die Monuments historiques in der französischen Gemeinde Langres auf.

## Liste der Immobilien
| Bezeichnung                      | Beschreibung | Standort                                           | Kennzeichnung | Schutzstatus   | Datum      | Bild           |
| -------------------------------- | --- | -------------------------------------------------- | ------------- | -------------- | ---------- | -------------- |
| Kirche Nativité-de-Notre-Dame    | Chorraum, 11. und 12. Jahrhundert, Schiff zwischen 1820 und 1833                                                                            | Rue du Chanoine Roussel (Lage)                     | PA00079094    | Inscrit        | 1925       |                |
| Wohnhaus                         | Renaissanceportal, 16. Jahrhundert | 13bis rue Jean-Roussat (Lage)                      | PA00079117    | Inscrit        | 1927       |                |
| Wohnhaus                         | Skulpturennische mit Darstellung der heiligen Dreifaltigkeit; vermutlich zerstört                                                           | 2 place Jenson (Lage)                              | PA00079118    | Inscrit        | 1929       |                |
| Pavillon Louis XIII              | Wachhaus (links im Bild) | 15 Place de l’Hôtel-de-Ville (Lage)                | PA00079124    | Inscrit        | 1925       |                |
| Kirche St-Martin                 | ab dem 13. Jahrhundert | Place Jenson (Lage)                                | PA00079096    | Classé         | 1977       | weitere Bilder |
| Hôtel Béguinot                   | skulpturierte Dachgaube, 16. Jahrhundert | 7 rue Barbier-d’Aucourt (Lage)                     | PA00079101    | Inscrit        | 1926       |                |
| Hôtel de Ville                   | 1774 bis 1781 erbaut, Architekt Nicolas Durand; mit Vestibül, Haupttreppe und Ratssaal, Ende des 19. Jahrhunderts, Entwurf Alfred Thiébault | Place de l’Hôtel-de-Ville (Lage)                   | PA00079294    | Inscrit Classé | 1989 /1993 | weitere Bilder |
| Ursulinenkloster                 | Portal der Kapelle, um 1680 | 13 rue de la Tournelle (Lage)                      | PA00079093    | Classé         | 1929 1931  | weitere Bilder |
| Kapelle                          | | 8 rue Claude-Gillot (Lage)                         | PA00079089    | Inscrit        | 1929       |                |
| Hôtel particulier                | Renaissanceportal | 11 place Diderot (Lage)                            | PA00079109    | Inscrit        | 1927       | weitere Bilder |
| Wohnhaus                         | aus dem dritten Viertel des 16. Jahrhunderts                                                                                                | 10 rue Saint-Didier (Lage)                         | PA00079120    | Inscrit        | 1925       |                |
| Großes Seminar                   | 1760 erbaut; zuvor Hôpital Saint-Laurent | 11 place Jeanne-Mance (Lage)                       | PA00079127    | Inscrit        | 1926       |                |
| Wohnhaus                         | Ecktürmchen, Anfang des 16. Jahrhunderts | 26 rue du Petit-Cloître (Lage)                     | PA00079119    | Inscrit        | 1925       |                |
| Hôtel du Gouvernement            | aus dem 18. Jahrhundert | 8 rue de la Tournelle (Lage)                       | PA00079103    | Inscrit        | 1970       | weitere Bilder |
| Porte de l’Hôtel de Ville        | Skulpturennische mit Madonna, 16. oder 17. Jahrhundert                                                                                      | Place de l’Hôtel-de-Ville (Lage)                   | PA00079106    | Classé Inscrit | 1925       |                |
| Hôtel du Breuil-de-Saint-Germain | Ende des 16. Jahrhunderts erbaut; heute Maison des Lumières Denis Diderot                                                                   | 2 rue Chambrûlard (Lage)                           | PA00079102    | Classé         | 1921       | weitere Bilder |
| Fontaine aux Fées                | | Chemin de la Fontaine aux Fées (Lage)              | PA00079098    | Inscrit        | 1925       |                |
| Fontaine de la Grenouille        | Mitte des 17. Jahrhunderts angelegt | Rue du Pre Buzon (Lage)                            | PA00079099    | Classé         | 1906       |                |
| Hôtel particulier                | Portal und Turm, 16. Jahrhundert | 11 rue Château-du-Mont (Lage)                      | PA00079108    | Inscrit        | 1929       |                |
| Kirche St-Didier                 | romanisch; heute Teil des Musée d’art et d’histoire                                                                                         | 4 rue Saint-Didier (Lage)                          | PA00079095    | Classé         | 1840       | weitere Bilder |
| Hôtel de Piépape                 | 1604 erbaut | 5bis rue Roger (Lage)                              | PA00079104    | Inscrit        | 1925       |                |
| Hôtel Piétrequin                 | 1600 durch die Zusammenfassung von zwei Häusern entstanden                                                                                  | 8 Rue du Chanoine-Defay (Lage)                     | PA52000019    | Inscrit        | 2002       |                |
| Wohn- und Geschäftshaus          | aus dem 16. Jahrhundert | 3 rue Jean-Roussat (Lage)                          | PA00079116    | Inscrit        | 1926       |                |
| Wohnhaus                         | | 15 rue Saint-Didier (Lage)                         | PA00079121    | Inscrit        | 1929       |                |
| Wohnhaus                         | Kolonnade | 11 rue de la Crémaillère (Lage)                    | PA00079113    | Inscrit        | 1927       |                |
| Tour du Marché                   | aus dem 16. Jahrhundert | Promenade de Montréal (Lage)                       | PA00079128    | Classé         | 1908 1913  |                |
| Stadtbefestigung                 | Stadtmauer, Wälle und Gräben, 17. Jahrhundert                                                                                               | (Lage)                                             | PA00079126    | Classé         | 1932       | weitere Bilder |
| Hôtel de Roze                    | aus dem 16. Jahrhundert | Rue des Abbés-Couturier (Lage)                     | PA00079105    | Inscrit        | 1925       | weitere Bilder |
| Renaissancehaus                  | | 20 rue Cardinal-Morlot (Lage)                      | PA00079110    | Classé         | 1889       | weitere Bilder |
| Triumphbogen                     | gallorömisch | La Belle Allée (Lage)                              | PA00079087    | Classé         | 1913       |                |
| Porte des Moulins                | Stadttor, 17. Jahrhundert | Square Olivier-Lahalle (Lage)                      | PA00079125    | Classé         | 1924       | weitere Bilder |
| Dominikanerkloster               | aus dem 18. Jahrhundert | Rue de la Charité (Lage)                           | PA00079092    | Inscrit        | 1972       |                |
| Wohnhaus                         | Renaissanceportal | 30 rue Charles-et-Joseph-Royer (Lage)              | PA00079111    | Inscrit        | 1925       |                |
| Fayencerie von Auges             | 1758 erbaut | 815 rue des Auges (Lage)                           | PA00079097    | Inscrit        | 1986       |                |
| Wohnhaus                         | bemalte Holzdecke, erste Hälfte des 17. Jahrhunderts, in einem wenig älteren Haus                                                           | 43 place de Verdun (Lage)                          | PA52000015    | Inscrit        | 2000       |                |
| Wohnhaus                         | kurz vor 1750 erbaut; verglaste Veranda, Ende des 19. Jahrhunderts                                                                          | 22 rue Charles-et-Joseph-Royer (Lage)              | PA00132593    | Inscrit        | 1994       |                |
| Tour de Navarre und Tour d’Orval | Anfang des 16. Jahrhunderts erbaut | Boulevard du Maréchal-de-Lattre-de-Tassigny (Lage) | PA00079129    | Classé         | 1905 /1913 | weitere Bilder |
| Annuntiatinnenkloster            | Klostergebäude mit Kapelle, Wirtschaftsgebäuden, Gästehaus und Einfriedungsmauer, um 1700                                                   | 2–4 rue Longe-Porte (Lage)                         | PA00079091    | Inscrit        | 1986       | weitere Bilder |
| Wohnhaus                         | Skulpturennische mit Madonna, Ende des 15. Jahrhunderts                                                                                     | 6 place Ziegler (Lage)                             | PA00079122    | Inscrit        | 1927       |                |
| Wohnhaus                         | Ecktürmchen, 16. Jahrhundert | 3 rue Claude-Gillot (Lage)                         | PA00079112    | Inscrit        | 1929       |                |
| Hôpital de la Charité            | aus dem 18. Jahrhundert | Rue de la Charité (Lage)                           | PA00079100    | Classé         | 1944       | weitere Bilder |
| Jesuitenkolleg                   | aus dem 18. Jahrhundert; heute Collège Diderot                                                                                              | 15 place Diderot (Lage)                            | PA00079090    | Inscrit        | 1925       | weitere Bilder |
| Hôtel particulier                | | 16 rue Barbier-d’Aucourt (Lage)                    | PA00079107    | Inscrit        | 1927       |                |
| Wohnhaus                         | | 7 place de l’Hôtel-de-Ville (Lage)                 | PA00079114    | Inscrit        | 1925       | weitere Bilder |
| Wohnhaus                         | mit Renaissancetreppenhaus | 27 place de Verdun (Lage)                          | PA00079115    | Inscrit        | 1925       |                |
| Kathedrale St-Mammes             | von 1150 bis 1196 erbaut; mit Resten des Kreuzgangs                                                                                         | Place Jeanne-Mance (Lage)                          | PA00079088    | Classé         | 1862       | weitere Bilder |
| Gelände vor der Tour Saint-Jean  | | Allée des Marronniers (Lage)                       | PA00079123    | Classé         | 1932       |                |

## Liste der Objekte
| Bezeichnung                                                                                      | Beschreibung | Standort                                               | Kennzeichnung | Schutzstatus   | Datum     | Bild           |
| ------------------------------------------------------------------------------------------------ | --- | ------------------------------------------------------ | ------------- | -------------- | --------- | -------------- |
| Grabmal des Chorherrn Odot Ferry                                                                 | Flachrelief auf einem Pfeiler, 14. Jahrhundert                                                                                       | in der Kathedrale St-Mammes (Lage)                     | PM52000655    | Classé         | 1862      |                |
| Altar der Chapelle de l’Amoncourt                                                                | umgenutztes Grabmal; Stein, Mitte des 16. Jahrhunderts                                                                               | in der Kathedrale St-Mammes (Lage)                     | PM52000656    | Classé         | 1862      |                |
| Türflügel des Südportals                                                                         | Holz, 15. Jahrhundert | in der Kathedrale St-Mammes (Lage)                     | PM52000661    | Classé         | 1903      |                |
| Skulptur Heiliger Mamas (1)                                                                      | Marmor, 1341 von Évrard d’Orléans | in der Kathedrale St-Mammes (Lage)                     | PM52000664    | Classé         | 1953      |                |
| Gemälde Die Häupter von Petrus und Paulus                                                        | Ölfarbe auf Leinwand, um 1617 | in der Kathedrale St-Mammes (Lage)                     | PM52000665    | Classé         | 1958      |                |
| Gemälde Der zwölfjährige Jesus im Tempel (1)                                                     | Ölfarbe auf Leinwand, 17. Jahrhundert; nach Dirck van Baburen                                                                        | in der Kathedrale St-Mammes (Lage)                     | PM52000692    | Classé         | 1963      |                |
| Carteluhr (1)                                                                                    | aus dem 18. Jahrhundert | in der Kathedrale St-Mammes (Lage)                     | PM52000698    | Classé         | 1966      |                |
| Kantorenstab                                                                                     | Kupfer, vergoldet, 19. Jahrhunderts                                                                                                  | in der Kathedrale St-Mammes (Lage)                     | PM52000710    | Classé         | 1977      |                |
| Gemälde Unterweisung Mariens                                                                     | Ölfarbe auf Holz, zweite Hälfte des 17. Jahrhunderts                                                                                 | in der Kathedrale St-Mammes (Lage)                     | PM52000716    | Classé         | 1977      |                |
| Messkännchen und -schale (1)                                                                     | Silber, 14. und 19. Jahrhundert | in der Kathedrale St-Mammes (Lage)                     | PM52000731    | Classé         | 1977      |                |
| Messkännchen und -schale (2)                                                                     | Silber, 19. Jahrhundert | in der Kathedrale St-Mammes (Lage)                     | PM52000735    | Classé         | 1977      |                |
| Ziborium (1)                                                                                     | Silber, vergoldet, 19. Jahrhundert                                                                                                   | in der Kathedrale St-Mammes (Lage)                     | PM52000738    | Classé         | 1977      |                |
| Relief Christi Geburt                                                                            | Stein, 14. Jahrhundert | im Kreuzgang der Kathedrale St-Mammes (Lage)           | PM52000747    | Classé         | 1862      |                |
| Gemälde Der zwölfjährige Jesus im Tempel (2)                                                     | Ölfarbe auf Leinwand, Anfang des 17. Jahrhunderts, Jusepe de Ribera zugeschrieben; im Musée d’art et d’histoire deponiert            | in der Kirche St-Martin (Lage)                         | PM52000749    | Classé         | 1902      |                |
| Skulptur Petrus                                                                                  | Stein, farbig gefasst, 16. Jahrhundert                                                                                               | Brevoines, in der Kirche Nativité-de-Notre-Dame (Lage) | PM52000769    | Classé         | 1963      |                |
| Skulptur Heiliger Ragnobert von Bayeux                                                           | Stein, farbig gefasst, 17. Jahrhundert                                                                                               | Brevoines, in der Kirche Nativité-de-Notre-Dame (Lage) | PM52000771    | Classé         | 1963      |                |
| Gemälde Anbetung der Hirten (1)                                                                  | Ölfarbe auf Leinwand, erstes Drittel des 17. Jahrhunderts                                                                            | Brevoines, in der Kirche Nativité-de-Notre-Dame (Lage) | PM52000778    | Classé         | 1983      |                |
| Gemälde Christus erscheint Maria Magdalena oder Christus und Samariterin                         | Sujet nicht eindeutig identifiziert; Ölfarbe auf Leinwand, 17. Jahrhundert                                                           | im Petit Évêché (Lage)                                 | PM52000789    | Classé         | 1972      |                |
| Gemälde Porträt von François-Louis de Clermont-Tonnerre                                          | Ölfarbe auf Leinwand, 17. Jahrhundert                                                                                                | im Petit Évêché (Lage)                                 | PM52000790    | Classé         | 1972      |                |
| Zwei Supraporten: Malerei und Bildhauerei                                                        | Stein, 18. Jahrhundert; im Musée d’art et d’histoire deponiert                                                                       | im Großen Seminar (Lage)                               | PM52000797    | Classé         | 1912      |                |
| Gemälde Emmausmahl                                                                               | Ölfarbe auf Leinwand, 17. Jahrhundert                                                                                                | im Großen Seminar (Lage)                               | PM52000798    | Classé         | 1966      |                |
| Gemälde Zug durch das rote Meer                                                                  | Ölfarbe auf Leinwand, Anfang des 17. Jahrhunderts                                                                                    | im Hôpital de la Charité (Lage)                        | PM52000804    | Classé         | 1966      |                |
| Gemälde Porträt eines Mannes                                                                     | Ölfarbe auf Leinwand, 18. Jahrhundert                                                                                                | im Hôpital de la Charité (Lage)                        | PM52000811    | Classé         | 1971      |                |
| Relief Brustbild von Louise de Marillac                                                          | Holz, farbig gefasst, 18. Jahrhundert                                                                                                | im Hôpital de la Charité (Lage)                        | PM52000822    | Classé         | 1971      |                |
| Tragbare Kanzel                                                                                  | Holz, Ende des 18. Jahrhunderts | im Hôpital de la Charité (Lage)                        | PM52000826    | Classé         | 1971      |                |
| Mörser und Stößel                                                                                | Bronze, 18. Jahrhundert | im Hôpital de la Charité (Lage)                        | PM52000845    | Classé         | 1971      |                |
| Gemälde Heiliger Jakobus der Jüngere                                                             | Ölfarbe auf Leinwand, 17. Jahrhundert                                                                                                | im Renaissancehaus (Lage)                              | PM52000856    | Classé         | 1972      |                |
| Gemälde Heiliger Matthäus                                                                        | Ölfarbe auf Leinwand, 17. Jahrhundert                                                                                                | im Renaissancehaus (Lage)                              | PM52000859    | Classé         | 1972      |                |
| Gemälde Petrus                                                                                   | Ölfarbe auf Leinwand, 17. Jahrhundert                                                                                                | im Renaissancehaus (Lage)                              | PM52000861    | Classé         | 1972      |                |
| Gemälde Heiliger Thaddäus                                                                        | Ölfarbe auf Leinwand, 17. Jahrhundert                                                                                                | im Renaissancehaus (Lage)                              | PM52000863    | Classé         | 1972      |                |
| Skulptur Louis XV. als Apollo                                                                    | Kalkstein, 1730 von Edme Bouchardon                                                                                                  | im Hôtel du Breuil-de-Saint-Germain (Lage)             | PM52000865    | Classé         | 1972      |                |
| Skulpturengruppe Unterweisung Mariens (1)                                                        | Keramik, 18. Jahrhundert | in der Kathedrale St-Mammes (Lage)                     | PM52000684    | Classé         | 1963      |                |
| Reliquienskulptur Heilige Martha                                                                 | Holz, farbig gefasst und vergoldet, 18. Jahrhundert                                                                                  | in der Kirche St-Martin (Lage)                         | PM52001460    | Classé         | 2006      |                |
| Skulpturengruppe Unterweisung Mariens (2)                                                        | Holz, farbig gefasst, 17. Jahrhundert                                                                                                | Corlée, in der Kirche St-Pierre-et-St-Paul (Lage)      | PM52001635    | Inscrit        | 1974      |                |
| Krankenziborium                                                                                  | Silber, 19. Jahrhundert | in der Kathedrale St-Mammes (Lage)                     | PM52001642    | Inscrit        | 1977      |                |
| Kelch (1)                                                                                        | Silber, vergoldet, zwischen 1809 und 1819                                                                                            | in der Kathedrale St-Mammes (Lage)                     | PM52001645    | Inscrit        | 1977      |                |
| Krone für eine Skulptur (1)                                                                      | Silber, 19. Jahrhundert | in der Kathedrale St-Mammes (Lage)                     | PM52001648    | Inscrit        | 1977      |                |
| Gemälde Christkönig                                                                              | Ölfarbe auf Leinwand, 17. Jahrhundert                                                                                                | im Hôpital de la Charité (Lage)                        | PM52001659    | Inscrit        | 1974      |                |
| Zwei Gemälde: Pietà und Verklärung des heiligen Vinzenz von Paul                                 | aus dem frühen 19. Jahrhundert | im Hôpital de la Charité (Lage)                        | PM52002109    | Inscrit        | 2011      |                |
| Gemälde Heiliger Franziskus von Assisi                                                           | aus dem 17. Jahrhundert | im Annuntiatinnenkloster (Lage)                        | PM52002086    | Inscrit        | 2011      |                |
| Gemälde Porträt von Jean-Jacques Guerrin                                                         | 1878 von Antoine-Julien Alizard | im Annuntiatinnenkloster (Lage)                        | PM52002091    | Inscrit        | 2011      |                |
| Gemälde Heimkehr des verlorenen Sohns                                                            | Ölfarbe auf Leinwand, 17. Jahrhundert, von Jean Tassel oder aus seiner Werkstatt                                                     | in der Kathedrale St-Mammes (Lage)                     | PM52000694    | Classé         | 1963      |                |
| Skulptur Heiliger Nikolaus                                                                       | Holz, farbig gefasst, 18. Jahrhundert                                                                                                | in der Kathedrale St-Mammes (Lage)                     | PM52000680    | Classé         | 1963      |                |
| Gemälde Reuiger Petrus                                                                           | Ölfarbe auf Leinwand, vergoldeter Holzrahmen, 18. Jahrhundert; nach Guido Reni                                                       | in der Kathedrale St-Mammes (Lage)                     | PM52000707    | Classé         | 1972      |                |
| Skulptur Johannes der Täufer (1)                                                                 | Stein, farbig gefasst, 18. Jahrhundert                                                                                               | in der Kathedrale St-Mammes (Lage)                     | PM52000687    | Classé         | 1963      |                |
| Skulpturengruppe Gnadenstuhl                                                                     | Stein, 16. Jahrhundert | in der Kathedrale St-Mammes (Lage)                     | PM52000751    | Classé         | 1963      |                |
| Chororgel (1)                                                                                    | Haupteintrag für PM52001351 | in der Kathedrale St-Mammes (Lage)                     | PM52001498    | Classé         | 1993      |                |
| Instrumentalteil der Chororgel                                                                   | um 1852 gebaut | in der Kathedrale St-Mammes (Lage)                     | PM52001351    | Classé         | 1993      |                |
| Skulptur Heilige Barbara (1)                                                                     | Holz, farbig gefasst und vergoldet, Ende des 18. Jahrhunderts                                                                        | in der Kathedrale St-Mammes (Lage)                     | PM52000679    | Classé         | 1963      |                |
| Monstranz (1)                                                                                    | Silber, vergoldet, Edelsteine, 19. Jahrhundert                                                                                       | in der Kathedrale St-Mammes (Lage)                     | PM52000705    | Classé         | 1971      |                |
| Reliquienbild Heiliger Bernhard                                                                  | Klosterarbeit, Silberrahmen, 18. Jahrhundert                                                                                         | in der Kathedrale St-Mammes (Lage)                     | PM52000718    | Classé         | 1977      |                |
| Skulptur Madonna mit Kind (1)                                                                    | Holz, farbig gefasst und vergoldet, 18. Jahrhundert                                                                                  | in der Kathedrale St-Mammes (Lage)                     | PM52000725    | Classé         | 1977      |                |
| Messkännchen und -schale (3)                                                                     | Silber, 19. Jahrhundert | in der Kathedrale St-Mammes (Lage)                     | PM52000733    | Classé         | 1977      |                |
| Messkännchen und -schale (4)                                                                     | Silber, Mitte des 19. Jahrhunderts                                                                                                   | in der Kathedrale St-Mammes (Lage)                     | PM52000734    | Classé         | 1977      |                |
| Weihrauchschiffchen                                                                              | Kupfer, um 1800 | in der Kathedrale St-Mammes (Lage)                     | PM52000741    | Classé         | 1977      |                |
| Platte mit graviertem Kreuz                                                                      | Kupfer, 18. Jahrhundert | in der Kathedrale St-Mammes (Lage)                     | PM52000744    | Classé         | 1977      |                |
| Reliquienskulptur eines segnenden Bischofs                                                       | Holz, farbig gefasst und vergoldet, 18. Jahrhundert                                                                                  | in der Kathedrale St-Mammes (Lage)                     | PM52000745    | Classé         | 1980      |                |
| Skulptur Heiliger Benignus                                                                       | Stein, farbig gefasst, 16. Jahrhundert                                                                                               | Brevoines, in der Kirche Nativité-de-Notre-Dame (Lage) | PM52000775    | Classé         | 1965      |                |
| Gemälde Marienkrönung                                                                            | Verso: Memento mori; Ölfarbe auf Holz, Anfang des 17. Jahrhunderts                                                                   | Brevoines, in der Kirche Nativité-de-Notre-Dame (Lage) | PM52000776    | Classé         | 1983      |                |
| Skulptur Heilige Barbara (2)                                                                     | mit Stifterfigur; Stein, Anfang des 16. Jahrhunderts                                                                                 | Corlée, in der Kirche St-Pierre-et-St-Paul (Lage)      | PM52000779    | Classé         | 1971      |                |
| Gemälde Triumph des heiligen Johannes vom Kreuz                                                  | Ölfarbe auf Leinwand, Ende des 17. Jahrhunderts; Verso: Wappenschild                                                                 | im Annuntiatinnenkloster (Lage)                        | PM52000783    | Classé         | 1970      |                |
| Gemälde Wappenschild                                                                             | Ölfarbe auf Leinwand, Ende des 17. Jahrhunderts; Verso von PM52000783                                                                | im Annuntiatinnenkloster (Lage)                        | PM52000782    | Classé         | 1970      |                |
| Skulptur Johannes Evangelist                                                                     | Stein, farbig gefasst, 17. Jahrhundert                                                                                               | im Annuntiatinnenkloster (Lage)                        | PM52000785    | Classé         | 1970      |                |
| Gemälde Herz Jesu über dem heiligen Augustinus und der seeligen Maria Viktoria de Fornari Strata | Ölfarbe auf Leinwand, Ende des 17. Jahrhunderts                                                                                      | im Annuntiatinnenkloster (Lage)                        | PM52000786    | Classé         | 1974      |                |
| Gemälde Porträt von Charles de Pérusse des Cars                                                  | Ölfarbe auf Leinwand, Anfang des 17. Jahrhunderts; im Annuntiatinnenkloster deponiert                                                | im Petit Évêché (Lage)                                 | PM52000792    | Classé         | 1972      |                |
| Gemälde Porträt von Pierre de Pardaillan de Gondrin d’Antin                                      | Ölfarbe auf Leinwand, 18. Jahrhundert                                                                                                | im Petit Évêché (Lage)                                 | PM52000795    | Classé         | 1972      |                |
| Gemälde Prozess Christi                                                                          | Ölfarbe auf Leinwand, 17. Jahrhundert                                                                                                | im Hôpital de la Charité (Lage)                        | PM52000802    | Classé         | 1966      |                |
| Gemälde Heilige Familie (1)                                                                      | Ölfarbe auf Leinwand, 17. Jahrhundert                                                                                                | im Hôpital de la Charité (Lage)                        | PM52000803    | Classé         | 1966      |                |
| Gemälde Anbetung der Könige                                                                      | Ölfarbe auf Leinwand, Ende des 17. Jahrhunderts; nach Laurent de La Hyre                                                             | im Hôpital de la Charité (Lage)                        | PM52000807    | Classé         | 1971      |                |
| Gemälde Porträt des Abbé Cordier                                                                 | Ölfarbe auf Leinwand oder Holz, 1693; in einem Schrank                                                                               | im Hôpital de la Charité (Lage)                        | PM52000809    | Classé         | 1971      |                |
| Gemälde Mater dolorosa                                                                           | Ölfarbe auf Leinwand, vergoldeter Holzrahmen, Ende des 17. Jahrhunderts                                                              | im Hôpital de la Charité (Lage)                        | PM52000821    | Classé         | 1971      |                |
| Relief Brustbild des heiligen Vinzenz von Paul                                                   | Holz, farbig gefasst, 18. Jahrhundert                                                                                                | im Hôpital de la Charité (Lage)                        | PM52000823    | Classé         | 1971      |                |
| Zwei Sessel (1)                                                                                  | Holz, 18. Jahrhundert | im Hôpital de la Charité (Lage)                        | PM52000835    | Classé         | 1971      |                |
| Zwei Arzneiflaschen (1)                                                                          | Fayence, 18. Jahrhundert | im Hôpital de la Charité (Lage)                        | PM52000837    | Classé         | 1971      |                |
| Mörser (1)                                                                                       | Bronze, 17. Jahrhundert | im Hôpital de la Charité (Lage)                        | PM52000839    | Classé         | 1971      |                |
| Zwei Arzneigefäße                                                                                | Fayence, 18. Jahrhundert | im Hôpital de la Charité (Lage)                        | PM52000827    | Classé         | 1971      |                |
| Kommode (1)                                                                                      | Holz, 18. Jahrhundert | im Hôpital de la Charité (Lage)                        | PM52000829    | Classé         | 1971      |                |
| Zwei Skulpturen: Heiliger Fiacrius und heiliger Blasius                                          | Holz, vergoldet, 18. Jahrhundert | in der Kathedrale St-Mammes (Lage)                     | PM52000686    | Classé         | 1963      |                |
| Skulptur Heiliger Mamas (2)                                                                      | Marmor, Anfang des 19. Jahrhunderts, von Antoine-Henry Bertrand                                                                      | in der Kathedrale St-Mammes (Lage)                     | PM52000688    | Classé         | 1963      |                |
| Orgel (1)                                                                                        | Ensemble aus PM52000700 und PM52000663                                                                                               | in der Kathedrale St-Mammes (Lage)                     | PM52001499    | Classé         | 1970 1949 | weitere Bilder |
| Orgelprospekt                                                                                    | 1714 durch Jean-François Bechant für das Kloster Morimond gebaut, nach 1789 nach Langres versetzt                                    | in der Kathedrale St-Mammes (Lage)                     | PM52000700    | Classé         | 1970      | weitere Bilder |
| Instrumentalteil der Orgel (1)                                                                   | 1714 durch Jean-François Bechant für das Kloster Morimond gebaut, nach 1789 nach Langres versetzt, dort mehrfach umgebaut            | in der Kathedrale St-Mammes (Lage)                     | PM52000663    | Classé         | 1949      | weitere Bilder |
| Skulptur Johannes der Täufer (2)                                                                 | Stein, farbig gefasst, 17. Jahrhundert                                                                                               | in der Kirche St-Martin (Lage)                         | PM52000755    | Classé         | 1963      |                |
| Skulpturengruppe Unterweisung Mariens (3)                                                        | Holz, vergoldet, 18. Jahrhundert | in der Kirche St-Martin (Lage)                         | PM52000764    | Classé         | 1965      |                |
| Kommode (2)                                                                                      | Holz, Bronze, vergoldet, 18. Jahrhundert                                                                                             | im Hôpital de la Charité (Lage)                        | PM52000830    | Classé         | 1971      |                |
| Kommode (3)                                                                                      | Nussbaumholz, 18. Jahrhundert | im Hôpital de la Charité (Lage)                        | PM52000831    | Classé Inscrit | 1971      |                |
| Zwei Arzneiflaschen (2)                                                                          | Fayence, 18. Jahrhundert | im Hôpital de la Charité (Lage)                        | PM52000836    | Classé         | 1971      |                |
| Kessel                                                                                           | Bronze, 17. Jahrhundert | im Hôpital de la Charité (Lage)                        | PM52000841    | Classé         | 1971      |                |
| Gemälde Heiliger Andreas                                                                         | Ölfarbe auf Leinwand, 17. Jahrhundert                                                                                                | im Renaissancehaus (Lage)                              | PM52000853    | Classé         | 1972      |                |
| Gemälde Heiliger Jakobus der Ältere                                                              | Ölfarbe auf Leinwand, 17. Jahrhundert                                                                                                | im Renaissancehaus (Lage)                              | PM52000855    | Classé         | 1972      |                |
| Gemälde Heiliger Philippus                                                                       | Ölfarbe auf Leinwand, 17. Jahrhundert                                                                                                | im Renaissancehaus (Lage)                              | PM52000860    | Classé         | 1972      |                |
| Skulptur einer Heiligen                                                                          | Holz, 17. Jahrhundert | Corlée, in der Kirche St-Pierre-et-St-Paul (Lage)      | PM52001636    | Inscrit        | 1974      |                |
| Gobelet                                                                                          | Kristallglas, 18. Jahrhundert | in der Kathedrale St-Mammes (Lage)                     | PM52001637    | Inscrit        | 1977      |                |
| Kelch und zwei Patenen                                                                           | Silber, erste Hälfte des 19. Jahrhunderts                                                                                            | in der Kathedrale St-Mammes (Lage)                     | PM52001644    | Inscrit        | 1977      |                |
| Abzeichen der Domkapitulare                                                                      | Kupfer, Email, 1885 | in der Kathedrale St-Mammes (Lage)                     | PM52001646    | Inscrit        | 1977      |                |
| Krone einer Monstranz                                                                            | Silber, vergoldet, Glas, zwischen 1819 und 1838                                                                                      | in der Kathedrale St-Mammes (Lage)                     | PM52001647    | Inscrit        | 1977      |                |
| Skulptur Madonna mit Kind (2)                                                                    | Kalkstein, farbig gefasst und vergoldet, 18. Jahrhundert                                                                             | in der Kirche St-Remy (?)                              | PM52001661    | Inscrit        | 1978      |                |
| Gemälde Fußwaschung                                                                              | aus der ersten Hälfte des 17. Jahrhunderts                                                                                           | im Annuntiatinnenkloster (Lage)                        | PM52002084    | Inscrit        | 2011      |                |
| Gemälde Jesuskind                                                                                | aus dem 17. Jahrhundert | im Annuntiatinnenkloster (Lage)                        | PM52002087    | Inscrit        | 2011      |                |
| Messkännchen und -schale (5)                                                                     | Silber, bezeichnet 1825 | in der Kathedrale St-Mammes (Lage)                     | PM52001639    | Inscrit        | 1977      |                |
| Ziborium (2)                                                                                     | Silber, vergoldet, zwischen 1846 und 1865, von Joseph-Philippe-Adolphe Dejean                                                        | in der Kathedrale St-Mammes (Lage)                     | PM52001643    | Inscrit        | 1977      |                |
| Orgel (2)                                                                                        | Haupteintrag für PM52000768 | in der Kirche St-Martin (Lage)                         | PM52001497    | Classé         | 1986      |                |
| Instrumentalteil der Orgel (2)                                                                   | 1899 von Henri Didier gebaut | in der Kirche St-Martin (Lage)                         | PM52000768    | Classé         | 1986      |                |
| Gemälde Abschied der Apostel                                                                     | aus den 1840er Jahren, von Paul Chenavard                                                                                            | in der Kathedrale St-Mammes (Lage)                     | PM52001908    |                |           |                |
| Gemälde Heilige Familie (2)                                                                      | Ölfarbe auf Leinwand, vergoldeter Holzrahmen, 19. Jahrhundert, von Didier-Alphonse Lhuillier; im Musée d’art et d’histoire deponiert | in der Kathedrale St-Mammes (Lage)                     | PM52001909    |                |           |                |
| Büste César-Guillaume de La Luzerne                                                              | Marmor, 1822 von Jean-Baptiste Maire                                                                                                 | in der Kathedrale St-Mammes (Lage)                     | PM52000866    | Classé         | 2006      |                |
| Drei Reliefs mit Szenen aus dem Leben des heiligen Mamas                                         | Stein, Ende des 16. Jahrhunderts | in der Kathedrale St-Mammes (Lage)                     | PM52000653    | Classé         | 1862      |                |
| Gemälde Heilige Margaretha                                                                       | Ölfarbe auf Leinwand, 17. Jahrhundert, von Jean Tassel; nach Raffael                                                                 | in der Kathedrale St-Mammes (Lage)                     | PM52000667    | Classé         | 1958      |                |
| Wandvertäfelung des Querschiffs                                                                  | Eichenholz, 18. Jahrhundert | in der Kathedrale St-Mammes (Lage)                     | PM52000669    | Classé         | 1963      |                |
| Kanzel                                                                                           | Eichenholz, 18. Jahrhundert | in der Kathedrale St-Mammes (Lage)                     | PM52000670    | Classé         | 1963      | weitere Bilder |
| Relief Auferweckung des Lazarus (1)                                                              | Stein, farbig gefasst, 16. Jahrhundert                                                                                               | in der Kathedrale St-Mammes (Lage)                     | PM52000673    | Classé         | 1963      |                |
| Skulptur Notre-Dame-de-Bon-Secours                                                               | Darstellung der Madonna mit Kind; Stein, farbig gefasst, Ende des 16. Jahrhunderts                                                   | in der Kathedrale St-Mammes (Lage)                     | PM52000676    | Classé         | 1963      |                |
| Gemälde Anbetung der Hirten (2)                                                                  | Ölfarbe auf Leinwand, erste Hälfte des 17. Jahrhunderts, von Jean Tassel oder aus seiner Werkstatt                                   | in der Kathedrale St-Mammes (Lage)                     | PM52000691    | Classé         | 1963      |                |
| Gemälde Jüngstes Gericht                                                                         | Ölfarbe auf Holz, Anfang des 17. Jahrhunderts                                                                                        | in der Kathedrale St-Mammes (Lage)                     | PM52000696    | Classé         | 1965      |                |
| Gemälde Heiliger Mamas (1)                                                                       | Ölfarbe auf Leinwand, zweites Viertel des 17. Jahrhunderts, Jean Tassel zugeschrieben                                                | in der Kathedrale St-Mammes (Lage)                     | PM52000697    | Classé         | 1965      |                |
| Skulptur eines segnenden Bischofs                                                                | Aufsatz eines Prozessionsstabs; Obstbaumholz, 18. Jahrhundert                                                                        | in der Kathedrale St-Mammes (Lage)                     | PM52000699    | Classé         | 1967      |                |
| Reliquienbüste des heiligen Gangolf                                                              | Holz, farbig gefasst und vergoldet, erste Hälfte des 19. Jahrhunderts                                                                | in der Kathedrale St-Mammes (Lage)                     | PM52000701    | Classé         | 1970      |                |
| Zwei Skulpturen von Engeln mit Phylakteren                                                       | Holz, farbig gefasst, 18. Jahrhundert                                                                                                | in der Kathedrale St-Mammes (Lage)                     | PM52000706    | Classé         | 1972      |                |
| Gemälde Mariä Verkündigung                                                                       | Ölfarbe auf Holz, 17. Jahrhundert | in der Kathedrale St-Mammes (Lage)                     | PM52000708    | Classé         | 1977      |                |
| Altar der Reliquienkapelle                                                                       | Altartisch, Tabernakel und zwei Skulpturen; Holz, farbig gefasst und vergoldet, 18. Jahrhundert                                      | in der Kathedrale St-Mammes (Lage)                     | PM52000709    | Classé         | 1977      |                |
| Ampulle für die heiligen Öle (1)                                                                 | Silber, 18. Jahrhundert | in der Kathedrale St-Mammes (Lage)                     | PM52000711    | Classé         | 1977      |                |
| Brustkreuz von César-Guillaume de La Luzerne                                                     | Gold, Ende des 18. Jahrhunderts | in der Kathedrale St-Mammes (Lage)                     | PM52000712    | Classé         | 1977      |                |
| Hirtenstab (1)                                                                                   | Kupfer, vergoldet, 19. Jahrhundert                                                                                                   | in der Kathedrale St-Mammes (Lage)                     | PM52000713    | Classé         | 1977      |                |
| Zwei Sessel (2)                                                                                  | Holz, 18. Jahrhundert | in der Kathedrale St-Mammes (Lage)                     | PM52000717    | Classé         | 1977      |                |
| Gemälde Haupt Christi                                                                            | Ölfarbe auf Holz, 17. Jahrhundert | in der Kathedrale St-Mammes (Lage)                     | PM52000723    | Classé         | 1977      |                |
| Messkännchen und -schale (6)                                                                     | Silber, erste Hälfte des 19. Jahrhunderts                                                                                            | in der Kathedrale St-Mammes (Lage)                     | PM52000730    | Classé         | 1977      |                |
| Messkännchen und -schale (7)                                                                     | Silber, 19. Jahrhundert | in der Kathedrale St-Mammes (Lage)                     | PM52000732    | Classé         | 1977      |                |
| Kelch (2)                                                                                        | Silber, vergoldet, 19. Jahrhundert                                                                                                   | in der Kathedrale St-Mammes (Lage)                     | PM52000737    | Classé         | 1977      |                |
| Ampulle für die heiligen Öle (2)                                                                 | Silber, vergoldet, Anfang des 19. Jahrhunderts                                                                                       | in der Kathedrale St-Mammes (Lage)                     | PM52000739    | Classé         | 1977      |                |
| Monstranz (2)                                                                                    | Silber, vergoldet, Anfang des 19. Jahrhunderts                                                                                       | in der Kathedrale St-Mammes (Lage)                     | PM52000743    | Classé         | 1977      |                |
| Skulptur Madonna mit Kind (3)                                                                    | Stein, Ende des 14. Jahrhunderts | in der Kathedrale St-Mammes (Lage)                     | PM52000746    | Classé         | 1988      |                |
| Kelch und Patene                                                                                 | Silber, vergoldet, erste Hälfte des 17. Jahrhunderts; in der Schatzkammer der Kathedrale deponiert                                   | in der Kirche St-Martin (Lage)                         | PM52000750    | Classé         | 1962      |                |
| Relief Passionsszene                                                                             | Stein, 17. Jahrhundert | in der Kirche St-Martin (Lage)                         | PM52000757    | Classé         | 1963      |                |
| Taufbecken                                                                                       | Stein, bezeichnet 1551 | in der Kirche St-Martin (Lage)                         | PM52000758    | Classé         | 1963      |                |
| Skulptur Paulus                                                                                  | Stein, 16. Jahrhundert | Brevoines, in der Kirche Nativité-de-Notre-Dame (Lage) | PM52000770    | Classé         | 1963      |                |
| Skulptur Heilige Margaretha                                                                      | Holz, 17. Jahrhundert | Brevoines, in der Kirche Nativité-de-Notre-Dame (Lage) | PM52000773    | Classé         | 1963      |                |
| Hauptaltar (1)                                                                                   | Altartisch, Altaraufbau und Tabernakel; Holz, farbig gefasst und vergoldet, 18. und frühes 19. Jahrhundert                           | im Annuntiatinnenkloster (Lage)                        | PM52000780    | Classé         | 1970      |                |
| Gemälde Heilige Familie mit der seligen Marie Victoire De Fornari Strata                         | Ölfarbe auf Leinwand, erste Hälfte des 17. Jahrhunderts                                                                              | im Annuntiatinnenkloster (Lage)                        | PM52000787    | Classé         | 1974      |                |
| Skulptur Madonna mit Kind (4)                                                                    | Fayence, farbig gefasst, erste Hälfte des 18. Jahrhunderts                                                                           | in der Kapelle des Kleinen Seminars (Lage)             | PM52000800    | Classé         | 1970      |                |
| Hauptaltar (2)                                                                                   | Altartisch, Tabernakel, Exposition und Altarausstattung; Marmor, Bronze, 19. Jahrhundert                                             | in der Kapelle des Kleinen Seminars (Lage)             | PM52000801    | Classé         | 1972      |                |
| Gemälde Ein Wohltäter der Waisenkinder                                                           | Ölfarbe auf Leinwand, 17. Jahrhundert                                                                                                | im Hôpital de la Charité (Lage)                        | PM52000805    | Classé         | 1966      |                |
| Tor                                                                                              | Schmiedeeisen, 18. Jahrhundert | außen am Hôpital de la Charité (Lage)                  | PM52000806    | Classé         | 1944      |                |
| Gemälde Johannes Evangelist                                                                      | Ölfarbe auf Leinwand, vergoldeter Holzrahmen, Ende des 17. Jahrhunderts                                                              | im Hôpital de la Charité (Lage)                        | PM52000813    | Classé         | 1971      |                |
| Gemälde Heiliger Josef mit Jesuskind                                                             | Ölfarbe auf Leinwand, vergoldeter Holzrahmen, Ende des 17. Jahrhunderts                                                              | im Hôpital de la Charité (Lage)                        | PM52000814    | Classé         | 1971      |                |
| Gemälde Heiliger Laurentius                                                                      | Ölfarbe auf Leinwand, vergoldeter Holzrahmen, Ende des 17. Jahrhunderts                                                              | im Hôpital de la Charité (Lage)                        | PM52000815    | Classé         | 1971      |                |
| Gemälde Heiliger Ludwig                                                                          | Ölfarbe auf Leinwand, vergoldeter Holzrahmen, Ende des 17. Jahrhunderts                                                              | im Hôpital de la Charité (Lage)                        | PM52000816    | Classé         | 1971      |                |
| Gemälde Petrus                                                                                   | Ölfarbe auf Leinwand, vergoldeter Holzrahmen, Ende des 17. Jahrhunderts                                                              | im Hôpital de la Charité (Lage)                        | PM52000820    | Classé         | 1971      |                |
| Übertopf                                                                                         | Fayence, 18. Jahrhundert | im Hôpital de la Charité (Lage)                        | PM52000825    | Classé         | 1971      |                |
| Zwei Arzneikannen                                                                                | Fayence, 18. Jahrhundert | im Hôpital de la Charité (Lage)                        | PM52000828    | Classé         | 1971      |                |
| Zwei Arzneiflaschen (3)                                                                          | Fayence, bezeichnet 1728 | im Hôpital de la Charité (Lage)                        | PM52000840    | Classé         | 1971      |                |
| Gemälde Heiliger Thomas                                                                          | Ölfarbe auf Leinwand, 17. Jahrhundert                                                                                                | im Renaissancehaus (Lage)                              | PM52000864    | Classé         | 1972      |                |
| Miniatur Porträt von César-Guillaume de La Luzerne                                               | Email auf Kupfer, Anfang des 19. Jahrhunderts                                                                                        | in der Kathedrale St-Mammes (Lage)                     | PM52000720    | Classé         | 1977      |                |
| Skulptur Heiliger Mamas (3)                                                                      | Elfenbein, 15. Jahrhundert | in der Kathedrale St-Mammes (Lage)                     | PM52001350    | Classé         | 1991      |                |
| Skulptur Christus in der Rast (1)                                                                | aus der zweiten Hälfte des 16. Jahrhunderts                                                                                          | im Hôpital de la Charité (Lage)                        | PM52002081    | Inscrit        | 2011      |                |
| Chorschranke (1)                                                                                 | aus dem 18. Jahrhundert | im Hôpital de la Charité (Lage)                        | PM52001960    | Classé Inscrit | 2019      |                |
| Pastoralkreuz von César-Guillaume de La Luzerne                                                  | Gold, Ende des 18. Jahrhunderts | in der Kathedrale St-Mammes (Lage)                     | PM52001327    | Classé         | 1990      |                |
| Gemälde Porträt von Louis Armand de Simiane de Gordes                                            | Ölfarbe auf Leinwand, 17. Jahrhundert                                                                                                | im Petit Évêché (Lage)                                 | PM52000793    | Classé         | 1972      |                |
| Gemälde Porträt von Sébastien Zamet                                                              | Ölfarbe auf Leinwand, 17. Jahrhundert                                                                                                | im Petit Évêché (Lage)                                 | PM52000796    | Classé         | 1972      |                |
| Gemälde Unterweisung Mariens                                                                     | Ölfarbe auf Leinwand, vergoldeter Holzrahmen, Ende des 17. Jahrhunderts                                                              | im Hôpital de la Charité (Lage)                        | PM52000808    | Classé         | 1971      |                |
| Gemälde Heiliger Mamas (2)                                                                       | Ölfarbe auf Leinwand, vergoldeter Holzrahmen, Ende des 17. Jahrhunderts                                                              | im Hôpital de la Charité (Lage)                        | PM52000817    | Classé         | 1971      |                |
| Weihwasserkessel                                                                                 | Bronze, 17. Jahrhundert | im Hôpital de la Charité (Lage)                        | PM52000838    | Classé         | 1971      |                |
| Mörser (2)                                                                                       | Bronze, bezeichnet 1765 | im Hôpital de la Charité (Lage)                        | PM52000843    | Classé         | 1971      |                |
| Drei Arzneigefäße                                                                                | Fayence, 18. Jahrhundert | im Hôpital de la Charité (Lage)                        | PM52000848    | Classé         | 1971      |                |
| Hauptaltar (3)                                                                                   | Altartisch, Retabel und Baldachin; Holz, vergoldet, um 1730                                                                          | im Hôpital de la Charité (Lage)                        | PM52000849    | Classé         | 1971      |                |
| Gemälde Heiliger Simon                                                                           | Ölfarbe auf Leinwand, 17. Jahrhundert                                                                                                | im Renaissancehaus (Lage)                              | PM52000862    | Classé         | 1972      |                |
| Gedenktafel für den heiligen Aurèle Marcien                                                      | Marmor, um 1843; Aurèle Marcien ist ein 1842 entdeckter Katakombenheiliger.                                                          | in der Kathedrale St-Mammes (Lage)                     | PM52000652    | Classé         | 1862      |                |
| Bodenbelag                                                                                       | Fayence, 1551, Masséot Abaquesne zugeschrieben                                                                                       | in der Kathedrale St-Mammes (Lage)                     | PM52000654    | Classé         | 1862      |                |
| Retabel mit Passionsszenen                                                                       | mit einer Heiligenskulptur; Kalkstein, zweite Hälfte des 16. Jahrhunderts                                                            | in der Kathedrale St-Mammes (Lage)                     | PM52000657    | Classé         | 1862      |                |
| Zwei Wandteppiche mit Darstellungen aus der Legende des heiligen Mamas                           | Tapisserie, Ende des 16. Jahrhunderts                                                                                                | in der Kathedrale St-Mammes (Lage)                     | PM52000658    | Classé         | 1899      |                |
| Skulptur Notre-Dame-la-Blanche                                                                   | Darstellung der Madonna mit Kind; Marmor, 1341 von Évrard d’Orléans                                                                  | in der Kathedrale St-Mammes (Lage)                     | PM52000659    | Classé         | 1902      |                |
| Skulptur Guy Baudet                                                                              | Marmor, 1341 von Évrard d’Orléans; im Petit Evêche deponiert                                                                         | in der Kathedrale St-Mammes (Lage)                     | PM52000660    | Classé         | 1902      |                |
| Fünf Gemälde mit Darstellungen aus der Erzählung von Susanna im Bade                             | Ölfarbe auf Leinwand, Ende des 16. Jahrhunderts                                                                                      | in der Kathedrale St-Mammes (Lage)                     | PM52000666    | Classé         | 1953      |                |
| Chorschranke (2)                                                                                 | Schmiedeeisen, bezeichnet 1717 | in der Kathedrale St-Mammes (Lage)                     | PM52000668    | Classé         | 1963      |                |
| Chorgestühl mit Bischofsthron                                                                    | Holz, 18. Jahrhundert | in der Kathedrale St-Mammes (Lage)                     | PM52000671    | Classé         | 1963      |                |
| Skulptur Madonna mit Kind (5)                                                                    | mit Stifterfigur; Stein, 14. Jahrhundert                                                                                             | in der Kathedrale St-Mammes (Lage)                     | PM52000672    | Classé         | 1963      |                |
| Skulptur Moses                                                                                   | Stein, farbig gefasst, 16. Jahrhundert                                                                                               | in der Kathedrale St-Mammes (Lage)                     | PM52000674    | Classé         | 1963      |                |
| Skulptur Jesaja                                                                                  | Stein, farbig gefasst, 16. Jahrhundert                                                                                               | in der Kathedrale St-Mammes (Lage)                     | PM52000675    | Classé         | 1963      |                |
| Skulpturengruppe Petrus mit zwei Putti                                                           | Stein und Holz, 18. Jahrhundert | in der Kathedrale St-Mammes (Lage)                     | PM52000677    | Classé         | 1963      |                |
| Skulptur Heilige Theresa                                                                         | Holz, farbig gefasst und vergoldet, 18. Jahrhundert                                                                                  | in der Kathedrale St-Mammes (Lage)                     | PM52000685    | Classé         | 1963      |                |
| Osterleuchter                                                                                    | Schmiedeeisen, 1771 | in der Kathedrale St-Mammes (Lage)                     | PM52000695    | Classé         | 1963      |                |
| Zwei Kelche und zwei Patenen                                                                     | Silber, vergoldet, erste Hälfte des 19. Jahrhunderts                                                                                 | in der Kathedrale St-Mammes (Lage)                     | PM52000703    | Classé         | 1970      |                |
| Relief Johannes der Täufer                                                                       | Tabernakeltür; Holz, farbig gefasst, zweite Hälfte des 18. Jahrhunderts                                                              | in der Kathedrale St-Mammes (Lage)                     | PM52000719    | Classé         | 1977      |                |
| Gemälde Maria Magdalena                                                                          | Ölfarbe auf Holz, 17. Jahrhundert | in der Kathedrale St-Mammes (Lage)                     | PM52000724    | Classé         | 1977      |                |
| Kelch (3)                                                                                        | Silber, 19. Jahrhundert | in der Kathedrale St-Mammes (Lage)                     | PM52000736    | Classé         | 1977      |                |
| Altarkreuz                                                                                       | Silber, vergoldet, Anfang des 19. Jahrhunderts                                                                                       | in der Kathedrale St-Mammes (Lage)                     | PM52000740    | Classé         | 1977      |                |
| Monstranz (3)                                                                                    | Silber, vergoldet, Anfang des 19. Jahrhunderts                                                                                       | in der Kathedrale St-Mammes (Lage)                     | PM52000742    | Classé         | 1977      |                |
| Skulptur Ecce homo                                                                               | Stein, 16. Jahrhundert | in der Kirche St-Martin (Lage)                         | PM52000752    | Classé         | 1963      |                |
| Skulptur Madonna mit Kind (6)                                                                    | Holz, farbig gefasst und vergoldet, 18. Jahrhundert                                                                                  | in der Kirche St-Martin (Lage)                         | PM52000756    | Classé         | 1963      |                |
| Gemälde Kreuzigung und Kreuzabnahme                                                              | Ölfarbe auf Holz, 16. Jahrhundert | in der Kirche St-Martin (Lage)                         | PM52000759    | Classé         | 1963      |                |
| Relief Auferweckung des Lazarus (2)                                                              | Holz, farbig gefasst, 16. Jahrhundert                                                                                                | in der Kirche St-Martin (Lage)                         | PM52000760    | Classé         | 1963      |                |
| Relief Urteil des Salomon                                                                        | Holz, farbig gefasst, 16. Jahrhundert                                                                                                | in der Kirche St-Martin (Lage)                         | PM52000761    | Classé         | 1963      |                |
| Chororgel (2)                                                                                    | Haupteintrag für PM52000765 | in der Kirche St-Martin (Lage)                         | PM52001496    | Classé         | 1970      |                |
| Prospekt der Chororgel                                                                           | Anfang des 18. Jahrhunderts gebaut                                                                                                   | in der Kirche St-Martin (Lage)                         | PM52000765    | Classé         | 1970      |                |
| Skulptur Heiliger Antonius                                                                       | Stein, farbig gefasst, 17. Jahrhundert                                                                                               | in der Kirche St-Martin (Lage)                         | PM52000767    | Classé         | 1980      |                |
| Sechs Altarleuchter                                                                              | Holz, vergoldet, 17. Jahrhundert | im Annuntiatinnenkloster (Lage)                        | PM52000781    | Classé         | 1970      |                |
| Glöckchen                                                                                        | Bronze, bezeichnet 1554 | in der Kathedrale St-Mammes (Lage)                     | PM52001638    | Inscrit        | 1977      |                |
| Hostiendose                                                                                      | Silber, 19. Jahrhundert | in der Kathedrale St-Mammes (Lage)                     | PM52001641    | Inscrit        | 1977      |                |
| Gemälde Porträt des heiligen Franz von Sales                                                     | Ölfarbe auf Leinwand, 17. Jahrhundert                                                                                                | im Hôtel du Breuil-de-Saint-Germain (Lage)             | PM52001649    | Inscrit        | 1974      |                |
| Krone für eine Skulptur (2)                                                                      | Kupfer, Edelsteine (?), zweite Hälfte des 19. Jahrhunderts                                                                           | in der Kathedrale St-Mammes (Lage)                     | PM52001650    | Inscrit        | 1977      |                |
| Krone für eine Skulptur (3)                                                                      | Silber, Edelsteine (?), 19. Jahrhundert                                                                                              | in der Kathedrale St-Mammes (Lage)                     | PM52001651    | Inscrit        | 1977      |                |
| Stickerei Heiliger Mamas                                                                         | Teil einer Prozessionsfahne; Seide, 18. Jahrhundert                                                                                  | in der Kathedrale St-Mammes (Lage)                     | PM52001652    | Inscrit        | 1977      |                |
| Stickerei Heiliger Johannes                                                                      | Teil einer Prozessionsfahne; Seide, 18. Jahrhundert                                                                                  | in der Kathedrale St-Mammes (Lage)                     | PM52001653    | Inscrit        | 1977      |                |
| Kruzifix (1)                                                                                     | Elfenbein, 19. Jahrhundert | in der Kathedrale St-Mammes (Lage)                     | PM52001654    | Inscrit        | 1977      |                |
| Gemälde Heiliger Mamas (3)                                                                       | Ölfarbe auf Kupfer, 17. Jahrhundert                                                                                                  | in der Kathedrale St-Mammes (Lage)                     | PM52001657    | Inscrit        | 1977      |                |
| Gemälde Martyrium des heiligen Laurentius                                                        | Ölfarbe auf Leinwand, Holzrahmen, 17. Jahrhundert; nach Domenichino                                                                  | im Hôpital de la Charité (Lage)                        | PM52001658    | Inscrit        | 1974      |                |
| Chorgestühl                                                                                      | Holz, Anfang des 19. Jahrhunderts | in der Kapelle des kleinen Seminars (Lage)             | PM52001660    | Inscrit        | 1974      |                |
| Gemälde Porträt von Alphonse Martin Larue                                                        | Ölfarbe auf Leinwand, 1885 von Giuseppe Bravi                                                                                        | in der Kathedrale St-Mammes (Lage)                     | PM52001483    | Classé         | 2008      |                |
| Kruzifix (2)                                                                                     | Elfenbein, spätes 17. oder 18. Jahrhundert                                                                                           | in der Kathedrale St-Mammes (Lage)                     | PM52001485    | Classé         | 2008      |                |
| Gemälde Leidender Christus                                                                       | aus dem späten 16. oder 17. Jahrhundert                                                                                              | im Hôpital de la Charité (Lage)                        | PM52002080    | Inscrit        | 2011      |                |
| Altarkreuz                                                                                       | bezeichnet 1605; Eigentum der Gemeinde Velles                                                                                        | im Annuntiatinnenkloster (Lage)                        | PM52002082    | Inscrit        | 2011      |                |
| Zwei Altarleuchter                                                                               | bezeichnet 1635; Eigentum der Gemeinde Breuvannes-en-Bassigny                                                                        | im Annuntiatinnenkloster (Lage)                        | PM52002083    | Inscrit        | 2011      |                |
| Gemälde Porträ der seligen Mère Marie-Madeleine                                                  | aus dem 17. Jahrhundert | im Annuntiatinnenkloster (Lage)                        | PM52002089    | Inscrit        | 2011      |                |
| Skulptur Heiliger Mamas (4)                                                                      | Marmor, 1806 von Antoine-Henri Bertrand                                                                                              | in der Kathedrale St-Mammes (Lage)                     | PM52001484    | Classé         | 2008      |                |
| Messkännchen und -schale (8)                                                                     | Metal, versilbert, nach 1846, von Pierre-Henry Favier                                                                                | in der Kathedrale St-Mammes (Lage)                     | PM52001640    | Inscrit        | 1977      |                |
| Kruzifix (3)                                                                                     | Elfenbein, Holz, 19. Jahrhundert | in der Kathedrale St-Mammes (Lage)                     | PM52001655    | Inscrit        | 1977      |                |
| Gemälde Christus mit Dornenkrone                                                                 | Ölfarbe auf Holz, 17. Jahrhundert (?)                                                                                                | in der Kathedrale St-Mammes (Lage)                     | PM52001656    | Inscrit        | 1977      |                |
| Zwei Eckschränkchen                                                                              | Holz, Marmor, zwischen 1742 und 1763, von Jacques Dubois                                                                             | in der Unterpräfektur (Lage)                           | PM52000662    | Classé         | 2006      |                |
| Skulpturengruppe Paulus, begleitet von einem Putto mit Phylaktere                                | Stein und Holz, 18. Jahrhundert | in der Kathedrale St-Mammes (Lage)                     | PM52000678    | Classé         | 1963      |                |
| Skulptur Heilige Katharina                                                                       | Holz, farbig gefasst und vergoldet, 18. Jahrhundert                                                                                  | in der Kathedrale St-Mammes (Lage)                     | PM52000681    | Classé         | 1963      |                |
| Skulptur Heiliger Josef                                                                          | Holz, farbig gefasst und vergoldet, 18. Jahrhundert                                                                                  | in der Kathedrale St-Mammes (Lage)                     | PM52000682    | Classé         | 1963      |                |
| Skulpturengruppe Schutzengel                                                                     | Holz, farbig gefasst und vergoldet, 18. Jahrhundert                                                                                  | in der Kathedrale St-Mammes (Lage)                     | PM52000683    | Classé         | 1963      |                |
| Vier Gemälde: Leben des heiligen Amator von Autun                                                | Ölfarbe auf Holz, 17. Jahrhundert | in der Kathedrale St-Mammes (Lage)                     | PM52000689    | Classé         | 1963      |                |
| Vier Gemälde: Evangelisten                                                                       | Ölfarbe auf Leinwand, 18. Jahrhundert                                                                                                | in der Kathedrale St-Mammes (Lage)                     | PM52000690    | Classé         | 1963      |                |
| Gemälde Aufbruch des verlorenen Sohns                                                            | Ölfarbe auf Leinwand, 17. Jahrhundert                                                                                                | in der Kathedrale St-Mammes (Lage)                     | PM52000693    | Classé         | 1963      |                |
| Reliquienbüste des heiligen Mamas                                                                | Silber, vergoldet, um 1833 | in der Kathedrale St-Mammes (Lage)                     | PM52000702    | Classé         | 1970      |                |
| Skulptur Christus in der Rast (2)                                                                | Kalkstein, 16. Jahrhundert | in der Kathedrale St-Mammes (Lage)                     | PM52000704    | Classé         | 1970      |                |
| Hirtenstab (2)                                                                                   | Kupfer, versilbert, Anfang des 19. Jahrhunderts                                                                                      | in der Kathedrale St-Mammes (Lage)                     | PM52000714    | Classé         | 1977      |                |
| Skulpturengruppe Unterweisung Mariens (4)                                                        | Holz, farbig gefasst und vergoldet, zweite Hälfte des 18. Jahrhunderts                                                               | in der Kathedrale St-Mammes (Lage)                     | PM52000715    | Classé         | 1977      |                |
| Relief Petrus und Paulus                                                                         | Holz, vergoldet, 16. Jahrhundert | in der Kathedrale St-Mammes (Lage)                     | PM52000721    | Classé         | 1977      |                |
| Heilige-Lanze-Reliquiar                                                                          | Metall, vergoldet, bezeichnet 1896                                                                                                   | in der Kathedrale St-Mammes (Lage)                     | PM52000722    | Classé         | 1977      |                |
| Prozessionskreuz des Domkapitels                                                                 | Silber, vergoldet, Anfang des 19. Jahrhunderts                                                                                       | in der Kathedrale St-Mammes (Lage)                     | PM52000726    | Classé         | 1977      |                |
| Paxtafel Petrus empfängt die Schlüssel                                                           | Silber, vergoldet, Mitte des 19. Jahrhunderts                                                                                        | in der Kathedrale St-Mammes (Lage)                     | PM52000727    | Classé         | 1977      |                |
| Paxtafel Taufe Christi                                                                           | Silber, vergoldet, Mitte des 19. Jahrhunderts                                                                                        | in der Kathedrale St-Mammes (Lage)                     | PM52000728    | Classé         | 1977      |                |
| Kerzenhalter                                                                                     | Kupfer, Anfang des 19. Jahrhunderts                                                                                                  | in der Kathedrale St-Mammes (Lage)                     | PM52000729    | Classé         | 1977      |                |
| Kruzifix (4)                                                                                     | Holz, 16. Jahrhundert, François Gentil zugeschrieben                                                                                 | in der Kirche St-Martin (Lage)                         | PM52000748    | Classé         | 1901      |                |
| Skulptur Gottvater                                                                               | Stein, 16. Jahrhundert | in der Kirche St-Martin (Lage)                         | PM52000753    | Classé         | 1963      |                |
| Relief Mantelteilung des heiligen Martin                                                         | Stein, 16. Jahrhundert | in der Kirche St-Martin (Lage)                         | PM52000754    | Classé         | 1963      |                |
| Gerahmtes Kruzifix                                                                               | Holz, vergoldet, Elfenbein, 18. Jahrhundert                                                                                          | in der Kirche St-Martin (Lage)                         | PM52000762    | Classé         | 1963      |                |
| Carteluhr (2)                                                                                    | aus dem 18. Jahrhundert; in der Schatzkammer der Kathedrale deponiert                                                                | in der Kirche St-Martin (Lage)                         | PM52000763    | Classé         | 1963      |                |
| Gemälde Martyrium des heiligen Desiderius                                                        | Ölfarbe auf Leinwand, Mitte des 17. Jahrhunderts                                                                                     | in der Kirche St-Martin (Lage)                         | PM52000766    | Classé         | 1977      |                |
| Skulpturengruppe Unterweisung Mariens (5)                                                        | Holz, 17. Jahrhundert | Brevoines, in der Kirche Nativité-de-Notre-Dame (Lage) | PM52000772    | Classé         | 1963      |                |
| Zelebrantenstuhl                                                                                 | Holz, 18. Jahrhundert | Brevoines, in der Kirche Nativité-de-Notre-Dame (Lage) | PM52000774    | Classé         | 1963      |                |
| Gemälde Darstellung des Herrn                                                                    | Ölfarbe auf Holz, Ende des 18. Jahrhunderts                                                                                          | Brevoines, in der Kirche Nativité-de-Notre-Dame (Lage) | PM52000777    | Classé         | 1983      |                |
| Skulptur Johannes der Täufer (3)                                                                 | Stein, farbig gefasst, Anfang des 16. Jahrhunderts                                                                                   | im Annuntiatinnenkloster (Lage)                        | PM52000784    | Classé         | 1970      |                |
| Skulptur Leichnam Christi                                                                        | Kalkstein, um 1420, Claus de Werve zugeschrieben                                                                                     | in der Kathedrale St-Mammes (Lage)                     | PM52000788    | Classé         | 1980      |                |
| Gemälde Porträt von Louis Barbier de La Rivière                                                  | Ölfarbe auf Leinwand, 17. Jahrhundert                                                                                                | im Petit Evêche (Lage)                                 | PM52000791    | Classé         | 1972      |                |
| Gemälde Porträt von Gilbert Gaspard de Montmorin de Saint-Hérem                                  | Ölfarbe auf Leinwand, 18. Jahrhundert; im Annuntiatinnenkloster deponiert                                                            | im Petit Evêche (Lage)                                 | PM52000794    | Classé         | 1972      |                |
| Gemälde Kreuzigung                                                                               | Ölfarbe auf Kupfer, vergoldeter Holzrahmen, 17. Jahrhundert                                                                          | im Großen Seminar (Lage)                               | PM52000799    | Classé         | 1966      |                |
| Gemälde Christus in der Marter                                                                   | Ölfarbe auf Leinwand, vergoldeter Holzrahmen, Ende des 17. Jahrhunderts                                                              | im Hôpital de la Charité (Lage)                        | PM52000810    | Classé         | 1971      |                |
| Gemälde Heilige Katharina von Alexandrien                                                        | Ölfarbe auf Leinwand, vergoldeter Holzrahmen, Ende des 17. Jahrhunderts                                                              | im Hôpital de la Charité (Lage)                        | PM52000812    | Classé         | 1971      |                |
| Gemälde Maria Magdalena                                                                          | Ölfarbe auf Leinwand, vergoldeter Holzrahmen, Ende des 17. Jahrhunderts                                                              | im Hôpital de la Charité (Lage)                        | PM52000818    | Classé         | 1971      |                |
| Gemälde Paulus                                                                                   | Ölfarbe auf Leinwand, vergoldeter Holzrahmen, Ende des 17. Jahrhunderts                                                              | im Hôpital de la Charité (Lage)                        | PM52000819    | Classé         | 1971      |                |